# 오현민
오현민(吳炫旻, 1995년 6월 6일~)은 대한민국의 방송인이다.
- 오현민은 1995년 6월 6일 전라남도에서 1남 1녀 중 둘째로 태어났다.
- 가족으로는 아버지, 어머니, 2살 터울의 누나(1993년 9월생)가 있다.
- 2014년, 일반인 면접 시험을 통과하여 더 지니어스: 블랙 가넷에 참가해 준우승을 거둬낸 후, 더 지니어스: 그랜드 파이널에 재출연해 TOP3를 기록했다.
- 또, 현재는 울림엔터테인먼트와 전속계약을 체결했다.[3]

## 학력
- 운천초등학교
- 광주동명중학교
- 광주과학고등학교
- KAIST 수리과학과 학사

## 방송

### 프로그램
| 방송사            | 프로그램                       | 기간                                           | 각주        |
| ----------------- | ------------------------------ | ---------------------------------------------- | ----------- |
| 2014년            |                                |                                                |             |
| tvN               | 더 지니어스: 블랙 가넷         | 10월 1일 ~ 12월 17일                           | [ 4 ] [ 5 ] |
| 2015년            |                                |                                                |             |
| KBS 2TV           | 1 대 100                       | 4월 7일                                        | [ 6 ]       |
| tvN               | 더 지니어스: 그랜드 파이널     | 6월 28일~9월 12일                              | [ 7 ]       |
| KBS 2TV           | 위기탈출 넘버원                | 10월 26일~                                     |             |
| KBS 2TV           | 대국민 토크쇼 안녕하세요       | 12월 7일                                       |             |
| tvN               | 방송국의 시간을 팝니다         | 12월 10일                                      |             |
| EBS               | 오 마이 미래 2035              | 12월 28일~                                     | [ 8 ] [ 9 ] |
| XTM               | 타임아웃                       | 12월 30일~2016년 2월 24일                      |             |
| 2016년            |                                |                                                |             |
| JTBC              | 코드 - 비밀의 방               | 1월 1일~3월 25일                               |             |
| KBS 2TV           | 위기탈출 넘버원                | 1월 11일                                       |             |
| Mnet              | 너의 목소리가 보여 시즌2       | 1월 14일                                       |             |
| SBS               | 투자자들                       | 5월 15일~7월 3일                               |             |
| tvN               | 오 마이 갓                     | 5월 17일                                       |             |
| SBS               | 영재 발굴단                    | 5월 25일                                       |             |
| SBS Plus          | 손맛토크쇼 베테랑              | 10월 3일                                       |             |
| JTBC              | 힙합의 민족 2 - 왕좌의 게임    | 11월 1일~                                      |             |
| OGN               | 워치맨 익스팬션                | 11월 24일~12월 1일                             |             |
| 코미디TV          | 운빨 레이스                    | 11월 24일~12월 1일                             |             |
| EBS               | 장학퀴즈                       | 12월 31일                                      |             |
| 2017년            |                                |                                                |             |
| YouTube, Naver TV | 최강짝패                       | 2월 17일~4월 7일                               |             |
| SBS               | 게임쇼 유희낙락                | 4월 8일~4월 29일                               |             |
| SBS               | 영재 발굴단                    | 5월 3일                                        |             |
| KBS 2TV           | 대국민 토크쇼 안녕하세요       | 5월 22일                                       |             |
| Mnet              | 2017 울림PICK                  | 5월 30일, 7월 18일                             |             |
| XTM               | 게임 MANLAB                    | 7월 2일                                        |             |
| XTM               | 밝히는 과학자들                | 7월 24일                                       |             |
| SBS               | 게임쇼 유희낙락                | 9월 9일~9월 23일                               |             |
| OBS경인TV         | 어디로드                       | 10월 1일~10월 22일                             |             |
| 2018년            |                                |                                                |             |
| 채널A             | 풍문으로 들었쇼                | 1월 15일                                       |             |
| MBC               | 랭킹쇼 1,2,3                   | 3월 30일                                       |             |
| MBC               | 랭킹쇼 1,2,3                   | 6월 8일                                        |             |
| TV조선            | 여자가 욱하는 데는 이유가 있다 | 6월 22일~7월 27일                              |             |
| 코미디TV          | 우주적 썰왕썰래                | 8월 9일~9월 20일 (목), 10월 2일~10월 30일 (화) | [ 10 ]      |
| E채널             | 공동공부구역 JSA               | 9월 11일~11월 13일                             | [ 11 ]      |
| KBS 2TV           | KBS 추석특집: 쌤의 전쟁        | 9월 24일                                       | [ 12 ]      |
| SBS               | 영재 발굴단                    | 12월 19일~12월 26일                            |             |
| 2019년            |                                |                                                |             |
| KBS N 스포츠      | 왕좌e게임                      | 9월 9일                                        |             |
| SBS Plus          | 좋은 친구들                    | 9월 29일~10월 20일                             |             |
| 2020년            |                                |                                                |             |
| tvN               | 문제적남자                     | 2월 13일                                       | [ 13 ]      |
| YouTube           | 가짜사나이2                    | 10월 1일~                                      | [ 14 ]      |

### 개인 방송
- 2018년 1월 1일부터 트위치 《갓현민》[15]
- 2018년 6월 1일부터 유튜브 《오현민 PLAY》

## 라디오 프로그램
- 2017년 SBS 파워FM 《이국주의 영스트리트》: 4월 11일~5월 30일 (화요일)
- 2019년 SBS 파워FM 《배성재의 텐 - 콩까지 마.피아》: 1월 27일 일요일

## 방송 외 활동

### 광고
- 2015년 KS 건망고

### 그 외 활동
- 2014년 《더 지니어스: 카이스트》 참가
- 2015년 FORTEEN Conference 강의
- 2015년 《탐정: 더 비기닝》 VIP 시사회 참석
- 2015년 두산 베어스 VS 한화 이글스 홈경기 시구·시타 이벤트
- 2018년 《속닥속닥》 VIP 시사회 참석[16]